# Аль-Каміль Мухаммад ібн Ахмад
Аль-Каміль Насір ад-Дін Мухаммад ібн Ахмад (араб. الكامل محمّد الملك; 1177–1238) — п'ятий єгипетський султан з династії Аюбідів. За часів його перебування на престолі Аюбіди відбили п'ятий хрестовий похід. У західному світі він був відомий як Меледін. У результаті шостого хрестового походу поступився Єрусалимом християнам та, як вважають, зустрічався з Святим Франциском.

## Життєпис

### Кампанія у Джазірі
Аль-Каміль був сином султана аль-Аділя, брата Салах ад-Діна. Батько аль-Каміля тримав в облозі місто Мардін 1199 року, коли був терміново відкликаний розібратись із загрозою безпеці Дамаску. Аль-Аділь залишив аль-Каміля командувати силами навколо Мардіна. Скориставшись відсутністю султана, об'єднані сили Мосула й Сінджара з'явились біля Мардіна, коли місто було на межі капітуляції, й атакували аль-Каміля. Він був розбитий і відступив до Сільвана. Однак інакомислення та бродіння серед його противників дозволили аль-Камілю утримати владу Аюбідів у регіоні Джазіра та зайняти Харран.

### Намісник Єгипту
1200 року, після проголошення аль-Аділя султаном, той запросив аль-Каміля приєднатись до нього в Єгипті у статусі намісника. Другий син аль-Аділя, аль-Муаззам Іса ібн Ахмад, уже був намісником Дамаска з 1198 року. Аль-Аділь передав аль-Камілю доволі широкі повноваження, оскільки той курирував більшу частину робіт з будівництва цитаделі Каїра, видавав укази від свого імені та навіть зміг умовити батька звільнити впливового міністра Ібн Шукра. Аль-Каміль залишався намісником до смерті батька 1218 року, а тоді й сам став султаном.

### П'ятий хрестовий похід

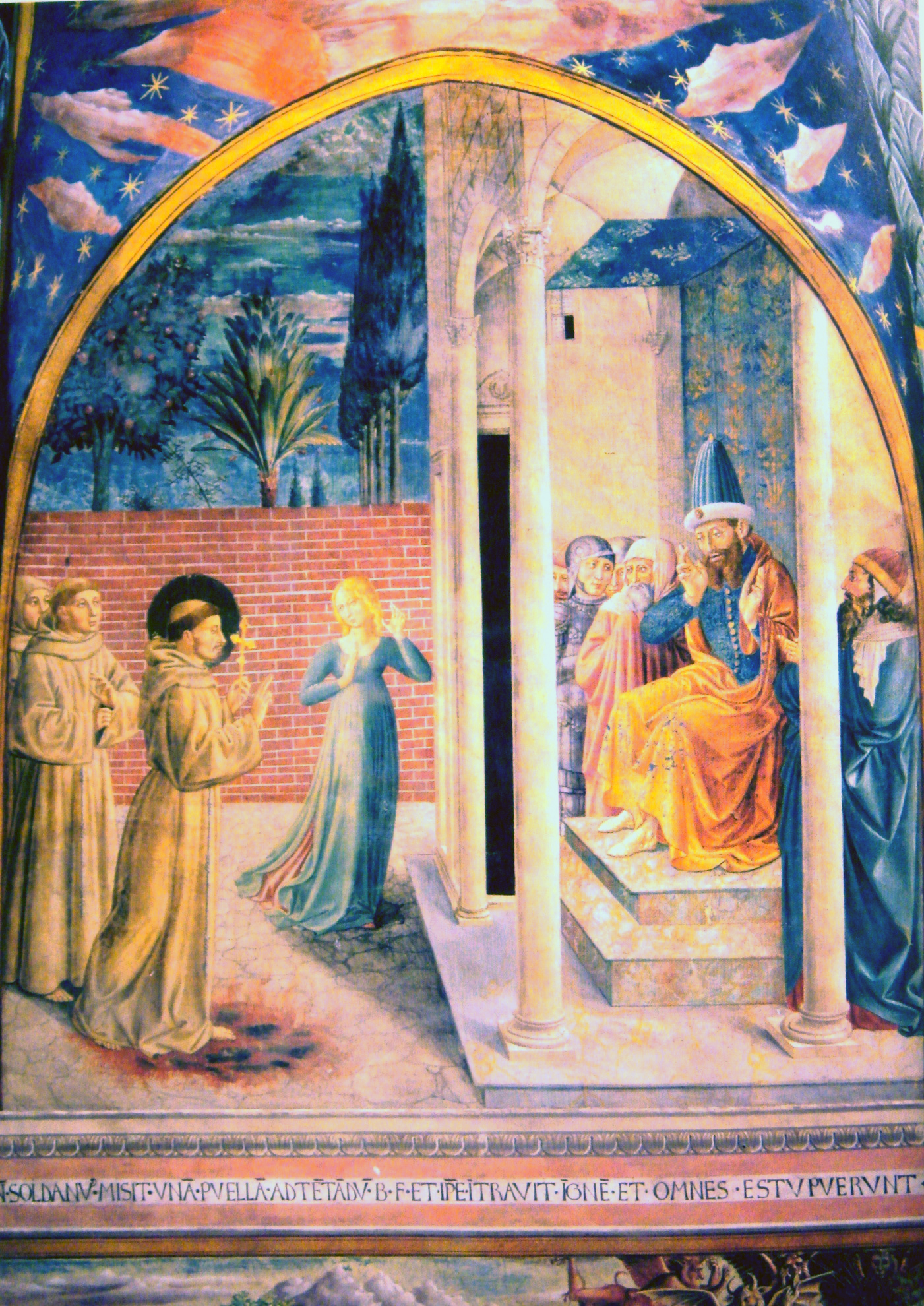
Франциск Ассізький і султан аль-Каміль. XV століття, Беноццо Гоццолі

1218 року, коли аль-Аділь помер, домени Аюбідів були розділені на три частини: аль-Каміль правив Єгиптом, його брат аль-Муаззам — Палестиною і Трансйорданією, а третій брат, аль-Ашраф Муса ібн Ахмад — Сирією та Джазірою. Номінально обидва останніх визнавали верховенство аль-Каміля як султана. Цікаво, але за подібної ситуації обійшлось без розбрату, можливо, через наявність зовнішньої загрози з боку сил П'ятого хрестового походу.
Аль-Каміль узяв на себе командування силами, що захищали Дам'єтту від хрестоносців. 1219 року він майже втратив владу в результаті змови на чолі з еміром Імад ад-Діном ібн аль-Маштубом, командиром курдського полку Хаккарі, який розраховував замінити султана на його молодшого та більш податливого брата аль-Фаїза Ібрагіма. Занепокоєний змовою аль-Каміль, вирішив утекти з табору, тому у подальшому хаосі хрестоносці змогли замкнути кільце оточення навколо Дам'єтти. Аль-Каміль збирався тікати до Ємену, яким правив його син аль-Масуд, але своєчасне прибуття аль-Муаззама з Сирії з підкріпленням ознаменувало кінець змови.
Аль-Каміль зробив безліч пропозицій миру хрестоносцям, але всі вони були відхилені у зв'язку з впливом папського легата Пелагія. Він запропонував повернутись до Єрусалима й відновити його стіни, які його брат зніс на початку року, а також повернути Животворний Хрест, якого у нього, імовірно, не було. В один момент він навіть вів перемовини з Франциском Ассізьким, який супроводжував хрестовий похід і намагався переконати султана прийняти християнство.
Через голод і хвороби після розливу Нілу аль-Каміль не зміг захистити Дам'єтту, й вона здалась у листопаді 1219 року. Султан укріпився в Ель-Мансурі, фортеці далі вверх Нілом. 1221 року аль-Каміль знову спробував укласти з хрестоносцям мир, запропонувавши здати всю територію Єрусалимського королівства, за винятком Трансйорданії, в обмін на евакуацію хрестоносців з Єгипту, але знову отримав відмову. Хрестоносці йшли у напрямку Каїра, утім аль-Каміль відкрив греблі й дозволив Нілу розлитись, і хрестоносці, нарешті, пристали на умови восьмирічного миру. Він відвоював Дам'єтту у вересні.

### Боротьба за владу й договір 1229 року
У наступні роки султан вів боротьбу за владу зі своїм братом аль-Муаззамом. Аль-Каміль був готовий укласти мир з імператором і королем Сицилії Фрідріхом II, який планував Шостий хрестовий похід. Аль-Муаззам помер 1227 року, ліквідувавши необхідність у мирі, але Фрідріх уже прибув до Палестини. Після смерті аль-Муаззама аль-Каміль та інший його брат аль-Ашраф Муса ібн Ахмад уклали договір, за яким султан передав Палестину (у тому числі Трансйорданію) та Сирію аль-Ашрафу. У лютому 1229 року аль-Каміль уклав Фрідріхом II Яффську угоду — згідно якої домовився про десятирічний мир та передав Єрусалим та низку інших міст в Палестині хрестоносцям. Яффська угода 1229 року є унікальною в історії хрестових походів. Без значної військової конфронтації, а лише через дипломатію, Єрусалим, Вифлеєм і коридор до них від моря були передані Єрусалимському королівству. Виняток було зроблено для  Храмової гори з Куполом Скелі та мечеттю Аль-Акса, які залишились під контролем мусульмана. Окрім того, всі мусульманські жителі міста зберегли свої домівки і майно. Вони також обирали власних міських чиновників. Стіни Єрусалима були відновлені, а мир тривав упродовж 10 років. Тим не менше, уклавши мир з хрестоносцями, аль-Камілю довелось вступити у боротьбу з сельджуками й хорезмійцями, перш ніж він помер 1238 року. В цей же час він спробував відвоювати Мекку та Хіджаз у Расулідів, поставивши там 1232 року шаріфом Абу'л-Саад аль-Хасана. Війна з султаном  аль-Мансур Умаром I до самої смерті аль-Каміля, але без успіху.

## Спадкоємці
Його сини, ас-Саліх Аюб та аль-Аділь II, змінили його у Сирії та Єгипті відповідно, але імперія Аюбідів невдовзі поринула у вир громадянської війни. 1239 року термін договору з Фрідріхом закінчився і Єрусалим було повернуто під контроль Аюбідів.

## Особистість
Аль-Каміль дотримувався ісламських законів та звичаїв війни. Наприклад, після перемоги над хрестоносцями султан передав розбитому противнику обози з продовольством:
|  | Хто б міг сумніватись, що така доброта, дружба й милосердя походять від Господа? Чиї батьки, сини й дочки, брати й сестри померли в агонії на наших руках, чиї землі ми забрали, яких ми вигнали голими з їхніх домівок, відродив нас, коли ми помирали з голоду, та ставився з добротою, навіть коли ми були у їхній владі. |